# Hygea
Hygea é um género botânico pertencente à família Gesneriaceae.

## Espécies
- Hygea barbigera
- Hygea subulata